# 안남말라이 쿠푸사미
안남말라이 쿠푸사미 (틀:Lang-en, 1984년 6월 4일 출생)는 인도의 정치인이자 전직 IPS 장교이다.

## 초기 생애 및 가족
안남말라이는 1984년 6월 4일 인도 타밀나두주 카루르 지구 친나다라푸람 마을 인근 토탐파티에서 콩구 벨라라 카운더 농부 가정에서 태어났다. 아버지는 쿠푸사미, 어머니는 파르메스와리이다. 배우자는 아킬라 스와미나탄이며 슬하에 2명의 자녀가 있다.

## 교육
안남말라이는 타밀나두주 카루르 및 나막칼 지구의 학교에서 초중등 교육을 마쳤다. 이후 PSG 공과대학교에서 기계공학 학사 학위를 취득하고, 인도경영대학원 러크나우에서 MBA를 수료하였다. 2011년 UPSC 시험을 통해 IPS로 선발되었다.
그는 타밀어, 영어, 칸나다어, 힌디어를 구사한다.

## 경찰 경력
2011년 안남말라이는 카르나타카주에서 IPS 장교로 임용되었다. 2013년 우두피 지구 카르칼시의 DSP로 근무하였고, 이후 우두피 및 칙카마갈루루 지구의 SP로 근무하였다. 2018년 10월 벵갈루루 남부 지역 경찰청 부국장(DCP)으로 승진하였다. 2019년 자진 사퇴로 경찰 경력을 마감하였다.